# Sirpur
Sirpur är en ort i Indien.   Den ligger i distriktet Ādilābād och delstaten Telangana, i den centrala delen av landet, 1 000 km söder om huvudstaden New Delhi. Sirpur ligger 174 meter över havet och antalet invånare är 10 116.
Terrängen runt Sirpur är platt. Runt Sirpur är det ganska tätbefolkat, med 104 invånare per kvadratkilometer. Sirpur är det största samhället i trakten. Omgivningarna runt Sirpur är en mosaik av jordbruksmark och naturlig växtlighet.